# 黃郁芬
黃郁芬（1990年3月17日—），女，臺南市人，中華民國無黨籍政治人物，現任正常國家促進會政策中心主任。前臺北市議會議員，黑色島國青年陣線創始成員之一，曾任時代力量立法委員林昶佐國會辦公室助理。因擔任太陽花學運前期發言人，一些網友比喻她為「臺灣小柴玲」。從2013年至2014年期間，已參加數十場台灣社會運動。2018年5月11日，代表時代力量參選臺北市議員。2018年11月，以13,213票與林穎孟及林亮君一同當選時代力量臺北市議員。
2020年4月，黃郁芬與苗博雅、邱威傑、林亮君、林穎孟共5名議員共組「臺北市議會改革政團」運作。2020年8月5日，因不認同黨內匿名、抹黑與放話文化宣布退出時代力量。2020年10月16日，黃郁芬與林昶佐、洪申翰、賴品妤、張之豪、林亮君、林穎孟、戴瑋姍、曾玟學、黃守達、黃捷、高閔琳、吳崢等人，共組民間組織「二〇四六 台灣」，主要目標為推動中華民國憲法改革、改造國家體制等。2022年，以無黨籍身份競選連任台北市議員，得12,033票，連任失利。

## 早年
黃郁芬其爺爺和奶奶是臺南市後壁區的農民，2008年時考取了國立清華大學人文社會學系。之後黃郁芬表示在就讀國立清華大學時，由於姚人多在必修課「現代國家與社會的形成」提到：「今天我們這些學生能夠在清大上課，不是因為我們自己，而是那些不能進來清大的人，因為全台灣納稅人繳的稅金，才能讓你們在清大享有這些資源」，使得她開始嘗試以客觀的角度看待生活每件事，進而發現生活中許多理所當然的事情都是來自社會各處所累積出來的，而她也開始思考學生能夠從事那些工作幫助社會。
之後黃郁芬先是參與了國立清華大學舉辦的學生運動，之後陸陸續續參與了反對旺旺中時併購中嘉案與台灣壹傳媒賣盤案引發的反媒體壟斷運動、以及因為大埔事件而發起的佔領中華民國內政部行動，但是她在接受採訪時也提到，其父母一開始並沒有完全支持其參與社會運動。2012年自人文社會學系畢業後，黃郁芬先是考取國立清華大學台灣文學研究所，隔年則是考取國立清華大學社會學研究所。而在2013年7月31日《兩岸服務貿易協議》舉辦公聽會時，她則擔任了由國立清華大學、國立臺灣大學、輔仁大學、國立臺北教育大學、國立臺北藝術大學、世新大學、中原大學等學校共同號召的「佔領立院，奪回未來─青年反服貿行動」之發起人。同年8月魏揚發起組織臺灣學生運動團體黑色島國青年陣線時，黃郁芬也成為黑色島國青年陣線的創始成員之一，並且在往後兩年參加數十場社會運動。

## 從政

### 太陽花學運

#### 學運發言人
在太陽花學運期間，黃郁芬擔任發言人的角色。3月19日，她向新聞媒體表達整起事件的決策過程以及學生團體的主張，而針對部分媒體有關破壞器材等敵意提問也有所回應。而在這場記者會之中新頭殼認為其「侃侃而談，展現大將之風，很難想像僅還是1位清華大學研究所一年級學生而已」，不過華視新聞則認為其在回應有關現場疑似失控的問題時一時語塞、之後要求記者不要轉移話題焦點。而她表示雖然進佔立法院議場後在第一時間就要面對所有危急狀況而沒有想太多，但是因為發現臺灣社會並非只會冷漠看待而感到感動。她也表示在行動過程中一天僅睡了3個小時，但是她認為只有透過佔領立法院的舉動才能夠真正表達心中的訴求。
而在3月22日，行政院院長江宜樺表示將親自代表政府前往立法院青島東路側門探視學生後。在林飛帆持開放態度、陳為廷感到排斥而必須經過討論獲得共識的情況下，抗議學生推派黃郁芬和林飛帆擔任學生代表前往議場外進行對話。然而在對話一開始，便因為是否要將會場麥克風遞交給江宜樺而拖延1分多鐘，期間中華民國教育部部長蔣偉寧還曾試圖幫忙遞麥克風而遭婉拒，最後則是由黃郁芬把麥克風遞給江宜樺解決問題。而一些評論則指出，當時為了避免江宜樺發言無關學生訴求，因此黃郁芬一度堅持是由自己握著麥克風，以便隨時抽回。雖然這一度使得她在新聞媒體前出現與江宜樺互拉麥克風的畫面，但也因為這一舉動，使得她獲得許多抗議群眾的支持。
而她在3月24日時也接受了著名的中國民間記者周曙光的採訪，回答後者從新浪微博和Twitter上所彙整的18個來自中國大陸網民提出的問題與質疑。一些中國大陸網友則因為其發言人的身分，而比喻其為「臺灣小柴玲」。網際網路上廣泛流傳一份《「318人民佔領立院行動」活動主導者大起底》文章，則是指稱黃郁芬等學生領導人具有民主進步黨籍的身分，並且還特別提到是曾經擔任過蔡英文主席助理、國立清華大學社會學研究所所長姚人多的學生，黃郁芬則否認自己有加入過民主進步黨。不過之後由於要趕研究所論文進度，使得黃郁芬一度停止在太陽花學運的行動。

#### 學運之後
2015年5月，黃郁芬成為民進黨黨員，加入新設部門「媒創中心」，投入選戰工作。2016年2月1日起，擔任立法委員顧立雄助理。2016年8月31日起，擔任不當黨產處理委員會助理研究員。

### 2018年台北市議員
2018年5月11日，轉投入新興政黨時代力量，參選台北市議員（第一選區，北投區、士林區），之後以13,213票（得票率4.71%）成功當選。

#### 回應徐永明涉嫌行賄
黃郁芬建請黨中央採取以下措施：
1. 建請徐永明主席以大局為重，盡快對外說明，以釐清外界對於時代力量涉貪之疑慮。待調查結果釐清前，自請停止一切黨內職權，以昭時代力量之公信。
2. 建請黨中央比照前立委高潞·以用助理涉補助案，黨內程序應秉持一致標準、一視同仁，黨中央應盡速啟動黨內調查程序，協助檢調釐清案情；並建請決策委員會，比照前立委高潞·以用助理涉補助案，做成決議，在相關案情釐清前，對徐永明主席做成停權之處分。
3. 根據《時代力量紀律裁決規章》第二條第九款，「妨害黨之聲譽，其情節重大者」為違反黨之紀律，徐永明主席涉案一事為明顯損害黨之聲譽。建請決策委員會做成決議，將徐永明主席送本黨紀律委員會議處。
4. 在全案司法程序尚未結束前，徐永明主席不宜參選下屆決策委員會之委員，以避免日後全案定讞，再次影響本黨聲譽[39]。

### 2022年台北市議員選舉
本次選舉，黃郁芬在退出時代力量後，改以無黨籍身分參選，僅得12,033票，連任失利。
2023年，民進黨派系正國會改組，黃郁芬出任政策中心主任。

## 選舉紀錄
| 年度 | 選舉屆數               | 選舉區           | 所屬政黨 | 得票數 | 得票率 | 當選標記 | 備註 |
| ---- | ---------------------- | ---------------- | -------- | ------ | ------ | -------- | ---- |
| 2018 | 第十三屆臺北市議員選舉 | 臺北市第一選舉區 | 時代力量 | 13,213 | 4.71%  |          |      |
| 2022 | 第十四屆臺北市議員選舉 | 臺北市第一選舉區 | 無黨籍   | 12,033 | 4.37%  |          |      |

## 爭議
- 2021年6月7日，台北市議員黃郁芬質疑北投區沒有專責防疫資源，對此記者在台北市防疫記者會提問：「台北市議員黃郁芬接獲陳情，指出北投區沒有防疫的專責病房，也沒專門收治肺炎重症患者的醫院。」台北市長柯文哲回答：「選區的議員不曉得北投有台北榮總，有振興醫院。她是那個選區的議員嗎？」[42] 遭到反駁的黃郁芬晚間隨即在臉書發文，表示自己質疑的是「北投區的聯防架構跟其他幾區不同」，並批評：「在2014年柯文哲的格局，不怕被批評、聽得下諫言，但2021年的柯文哲， 這些當時令人相信的力量和特質已不曉得跑到哪去了。」[43]

- 2021年6月23日，台北市議員黃郁芬於晚間8點在臉書質疑台北市不願與中央積極合作防堵疫情，不採納衛生福利部部長陳時中建議直接進行PCR的態度，讓人再次感覺到台北市政府的傲慢。黃同時指出，市長柯文哲硬要與陳時中部長分頭視察，是「依然固執」、「死性子不改」、「見笑轉生氣」，並封其為「情勒王」(情緒勒索王)。然而，華視新聞網於下午5點09分的報導指出，柯文哲市長早在當日下午召開之北市防疫記者會上表示「其實都可以討論，如果PCR速度變快，那快篩就可以不用做」、「要做夠大的量，才會有成本效益」、也提到北農和苗栗電子廠是不一樣的案例。他分析「在苗栗的移工都全部住宿舍，就算是本國的員工，也是相當固定」、「北農是流動性的，出入人員分布於全台各地」，因此要做批次的PCR沒有想像中容易[44]。之後，柯文哲市長又於6月24日凌晨12點發文表示，已於23日晚間前往疾管署，和指揮官陳時中、農委會陳主委開會討論並已就北農快篩流程達成共識。對此，黃郁芬議員表示肯定，但其多次未能即時掌握疫情狀況，被網友評判沒料。

- 黃在2022年與現任丈夫結婚後，遭指控其同年台北市議員選舉落選後與助理謝男有親密行為。報載黃郁芬與婚外對象有親暱對話、擁抱和親吻等行為，2人甚至在一家溫泉酒店停留約4小時。對此，配偶訴請離婚賠償，判決（2024年3月）認為謝男侵害配偶權，應賠償新台幣40萬元[45][46][47][48]。

## 外部連結
- 黃郁芬 台北市議員的Facebook專頁（繁體中文）[]
- 黃郁芬的Instagram帳戶（繁體中文）[]
- YouTube上的黃郁芬頻道
- 臺北市議會黃郁芬議員簡介 （页面存档备份，存于）